# Johannes Høsflot Klæbo
Johannes Høsflot Klæbo (* 22. Oktober 1996 in Oslo) ist ein norwegischer Skilangläufer. Er ist mit fünf Siegen im Gesamtweltcup, fünf olympischen Goldmedaillen, 15 Weltmeistertiteln und 98 Weltcupsiegen im Einzel der erfolgreichste derzeit aktive Langläufer.

## Werdegang
Klæbo nahm bis 2016 vorwiegend an Juniorenrennen teil. Dabei wurde er jeweils im März 2014 über 15 km klassisch und im März 2016 über 20 km klassisch norwegischer Juniorenmeister. Im Januar 2015 gewann er bei den Nordischen Junioren-Skiweltmeisterschaften in Almaty im Sprint und mit der Staffel jeweils die Bronzemedaille. Sein erstes Weltcuprennen lief er im Februar 2016 in Drammen. Er belegte dabei den 15. Rang und gewann damit seine ersten Weltcuppunkte. Im selben Monat gewann er bei den Nordischen Junioren-Skiweltmeisterschaften in Râșnov im Sprint, über 10 km klassisch und mit der Staffel jeweils die Goldmedaille. Zu Beginn der Saison 2016/17 kam er mit dem dritten Platz im Sprint in Ruka erstmals aufs Podest im Weltcup. Bei der folgenden Nordic Opening in Lillehammer wurde er Zweiter. Im Januar 2017 errang er in Lahti bei seiner ersten Teilnahme im Scandinavian-Cup den fünften Platz im Sprint und den zweiten Platz über 15 km klassisch. Beim Weltcup in Toblach wurde er Dritter im Sprint. Anfang Februar 2017 gewann er bei den norwegischen Meisterschaften in Lygna Silber über 15 km klassisch und Gold im Sprint. Mitte Februar 2017 holte er im Sprint in Otepää seinen ersten Weltcupsieg. Beim Saisonhöhepunkt den Nordischen Skiweltmeisterschaften 2017 in Lahti gewann er die Bronzemedaille im Sprint. Zudem errang er den 15. Platz über 15 km klassisch und den vierten Platz zusammen mit Emil Iversen im Teamsprint. Im März 2017 kam er im Sprint in Drammen auf den zweiten Platz. Das Weltcup-Finale in Québec beendete er auf dem ersten Platz in der Gesamtwertung. Dabei siegte er bei der Massenstartetappe über 15 km und gewann zum Saisonende den Sprintweltcup und den U23-Weltcup. Zudem wurde er Vierter im Gesamtweltcup. Ende März 2017 holte er bei den norwegischen Meisterschaften in Gålå zusammen mit Didrik Tønseth Gold im Teamsprint.

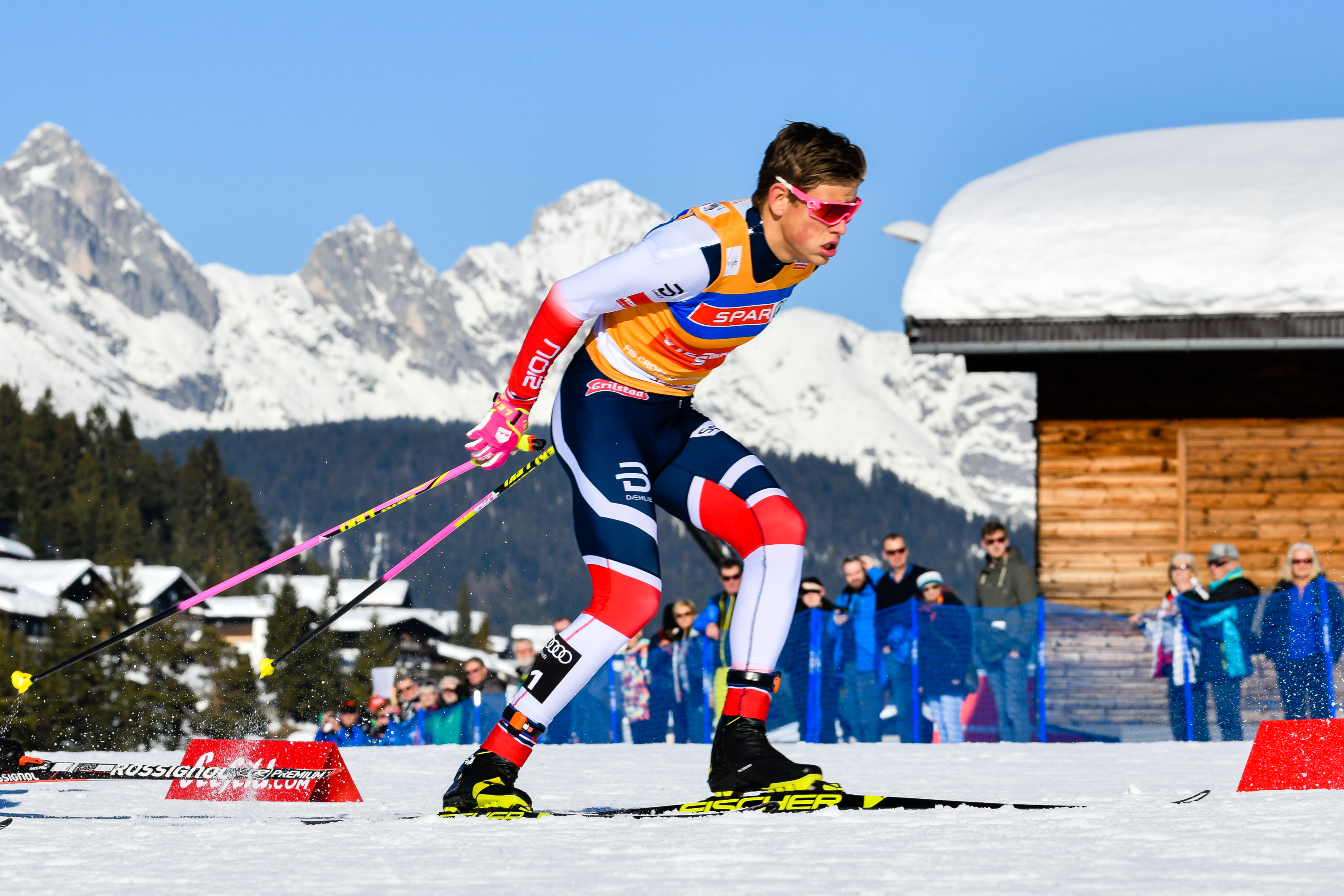
Klæbo beim 1,4-km-Sprint in Seefeld 2018

Die Olympiasaison 2017/18 mit dem Höhepunkt der Olympischen Winterspiele im koreanischen Pyeongchang begann mit Siegen bei den Sprintrennen in Lillehammer, Davos, Planica und Seefeld. Auf den Langdistanzen konnte er sich im Dezember 2017 beim 30-km-Skiathlon in Lillehammer und beim 15-km-Verfolgungsrennen im klassischen Stil in Toblach durchsetzen und sich als Führender im Gesamtweltcup auf den Weg nach Pyeongchang machen. Dort konnte er sich im Sprint, im Teamsprint und in der Staffel zum Olympiasieger krönen. Im Januar 2018 wurde er in Vang erneut norwegischer Meister im Sprint. Im März 2018 wurde er im Sprint in Lahti Dritter und siegte jeweils im Sprint in Drammen und beim Weltcupfinale in Falun. Er gewann damit den Gesamtweltcup, den Sprintweltcup und den U23-Weltcup und errang im Distanzweltcup den siebten Platz.
Zu Beginn der Saison 2018/19 errang Klæbo den zweiten Platz im Sprint in Ruka, den 14. Platz beim Lillehammer Triple und den ersten Platz im Sprint in Davos. Bei der Tour de Ski 2018/19 holte er vier Etappensiege und gewann damit die Gesamtwertung. Es folgten weitere Siege im Sprint in Otepää und Lahti und im Teamsprint in Lahti zusammen mit Emil Iversen. Beim Saisonhöhepunkt, den Nordischen Skiweltmeisterschaften 2019 in Seefeld in Tirol, holte er im Sprint, im Teamsprint zusammen mit Emil Iversen und mit der Staffel jeweils die Goldmedaille. Im März 2019 siegte er beim Sprintrennen in Drammen und Falun und gewann mit zwei Siegen das Weltcupfinale in Québec. Er gewann damit erneut den Gesamtweltcup und den Sprintweltcup. Im Distanzweltcup kam er auf den neunten Platz.
Nachdem er zu Beginn der Saison 2019/20 die Tour in Ruka und das Sprintrennen in Davos gewann, errang er bei der Tour de Ski 2019/20 den dritten Platz. Dabei holte er drei Siege und jeweils einen zweiten und dritten Platz. Es folgte Platz zwei in der Verfolgung in Nové Město und Rang eins im Sprint in Oberstdorf. Anfang Februar hatte er sich bei einem Freizeitunfall einen Finger gebrochen und musste die folgenden Weltcuprennen in Falun verletzungsbedingt aussetzen. Bei der darauf folgenden Skitour 2020 konnte er bereits wieder an den Start gehen und beendete diese mit zwei Siegen und einen zweiten Platz, auf dem sechsten Gesamtplatz. Zum Saisonende siegte er in Lahti mit der Staffel und in Drammen im Sprint und erreichte den 15. Platz im 50-km-Massenstartrennen in Oslo. In der Folge wurden aufgrund der COVID-19-Pandemie alle weiteren Weltcuprennen abgesagt. Klæbo belegte abschließend den zweiten Platz im Gesamtweltcup und den sechsten Platz im Distanzweltcup. Zudem gewann er zum vierten Mal in Folge den Sprintweltcup.
Im Juni 2020 wurde bekannt, dass Klæbo einen fünfjährigen Vertrag beim Radsportteam Uno-X Pro Cycling Team unterschrieben hat.
In die Weltcupsaison 2020/21 startete Klæbo mit einem zweiten Platz im Sprint und einem Sieg im darauffolgenden 15-km-klassisch-Rennen. Nach einer soliden Leistung im 15-km-Verfolgungsrennen gewann er die Gesamtwertung des Nordic Openings. Einen Tag nach dem Erfolg erklärte Klæbo, dass er aufgrund der COVID-19-Pandemie vorerst bis Jahresende an keinen Weltcuprennen mehr teilnehmen werde. Im Januar 2021 wurde er norwegischer Meister im Sprint und nahm in Falun wieder an Weltcuprennen teil. Dabei siegte er im Sprint und kam im 15-km-Massenstartrennen auf den zweiten Platz. Beim Saisonhöhepunkt, den Nordischen Skiweltmeisterschaften in Oberstdorf, gewann er mit der Staffel, im Teamsprint und im Sprint jeweils die Goldmedaille. Auch im 50-km-Massenstartrennen belegte er vor Emil Iversen und  Alexander Bolschunow den ersten Platz, wurde jedoch später  disqualifiziert, da man ihm vorwarf, Bolschunow auf der Zielgeraden behindert zu haben. Bolschunow brach ein Stock im Duell mit Klæbo, woraufhin Emil Iversen an ihm vorbeisprintete und auf dem zweiten Platz landete. Gegen die Disqualifikation wurde zunächst Berufung bei der FIS eingelegt, doch Klæbo zog die Berufung zurück, bevor sie bearbeitet wurde. Zum Saisonende errang er im Engadin den zweiten Platz im 15-km-Massenstartrennen und den vierten Platz in der Verfolgung und erreichte damit jeweils den achten Platz im Sprintweltcup und Distanzweltcup und den dritten Platz im Gesamtweltcup.
Nach drei Siegen und zwei zweiten Plätzen zu Beginn der Saison 2021/22, gewann Klæbo mit vier ersten Plätzen die Tour de Ski 2021/22. Beim Saisonhöhepunkt, den Olympischen Winterspielen 2022 in Peking, holte er die Bronzemedaille über 15 km klassisch, die Silbermedaille mit der Staffel und jeweils die Goldmedaille im Sprint sowie zusammen mit Erik Valnes im Teamsprint. Zum Saisonende errang er in Lahti den zweiten Platz über 15 km klassisch und den ersten Platz im Sprint und gewann damit abschließend den Gesamtweltcup. Zudem wurde er Dritter im Distanzweltcup und Zweiter im Sprintweltcup.
Nachdem er sich im Juli 2022 eine Oberschenkelverletzung zugezogen hatte, war lange Zeit ungewiss, wann er in der Saison 2022/23 wieder an den Start gehen konnte. Der Skilanglauf-Weltcup 2022/23 begann am 25. November in Ruka und Klæbo gewann die Eröffnungsdistanz, die ein klassischer Sprint war. Am selben Wochenende gewann er auch die 10 km klassisch und die 20 km Freistil und errang damit seinen 50. und 51. Einzelsieg im Weltcup. Klæbo gewann sechs Etappen bei der Tour de Ski 2022/23 und er gewann die Tour de Ski insgesamt zum dritten Mal. Bei den Weltmeisterschaften 2023 in Planica holte Klæbo Gold im klassischen Sprint, er gewann zusammen mit Pål Golberg Gold im Teamsprint-Freistil und er war Schlussläufer des norwegischen Teams, das Gold in der 4 × 10-km-Staffel holte. Er holte Silber im 30-km-Skiathlon und im 50-km-Klassisch.
Nach dem Weltcup-Test in Trondheim am 15. und 16. Dezember 2023 erkrankte Klæbo und musste die Tour de Ski auslassen. Am Holmenkollen-Wochenende in Oslo im März herrschte große Aufregung wegen der 50 km, die Klæbo als großes Ziel des Jahres hervorgehoben hatte, nachdem er die Tour de Ski auslassen musste. Am Sonntag, den 10. März, gewann er seinen ersten 50-km-Klassiker und erreichte sein Saisonziel.
In der Saison 2024/2025 gewann Klæbo die Tour de Ski 2024/25 zum vierten Mal und errang dabei vier Etappensiege. Er gewann den Langlauf-Gesamt-Weltcup 2024/25 und den Sprint-Welt-Cup mit 14 ersten Plätzen.
Bei seiner Heim-WM 2025 in Trondheim holte er zunächst Gold im Sprint. Es war seine zehnte WM-Goldmedaille. Anschließend holte er Gold im 20-km-Skiathlon, es war Klæbos erste Goldmedaille bei einer Weltmeisterschaft in einer Langdistanz. Er gewann außerdem die 10-km-klassisch mit Intervallstart, war Mitglied des norwegischen Teamsprintteams, das Gold holte, und lief die Schlussetappe des norwegischen Teams, das Gold in der 4 × 7,5-km-Staffel holte. Für Klæbo war es die 14. Goldmedaille bei Weltmeisterschaften. Damit übertraf er Petter Northug, der 13 Goldmedaillen gewonnen hat, und wurde zum erfolgreichsten männlichen Langläufer der Weltmeisterschaftshistorie. Er beendete die Weltmeisterschaft, indem er auch Gold im 50-km-Freistil holte. Damit gewann er sechs Goldmedaillen in sechs möglichen bei dieser Weltmeisterschaft, was zuvor noch niemandem gelungen war.

## Erfolge

### Siege bei Weltcuprennen

#### Weltcupsiege im Einzel
| Nr. | Datum             | Ort         | Disziplin                       |
| --- | ----------------- | ----------- | ------------------------------- |
| 1.  | 18. Februar 2017  | Otepää      | 1,3 km Sprint Freistil          |
| 2.  | 19. März 2017     | Québec      | Gesamtwertung Weltcup-Finale    |
| 3.  | 26. November 2017 | Ruka        | Gesamtwertung Nordic Opening    |
| 4.  | 2. Dezember 2017  | Lillehammer | 1,5 km Sprint klassisch         |
| 5.  | 3. Dezember 2017  | Lillehammer | 30 km Skiathlon                 |
| 6.  | 9. Dezember 2017  | Davos       | 1,5 km Sprint Freistil          |
| 7.  | 17. Dezember 2017 | Toblach     | 15 km Verfolgung klassisch 1    |
| 8.  | 20. Januar 2018   | Planica     | 1,6 km Sprint klassisch         |
| 9.  | 27. Januar 2018   | Seefeld     | 1,4 km Sprint Freistil          |
| 10. | 7. März 2018      | Drammen     | 1,2 km Sprint klassisch         |
| 11. | 15. Dezember 2018 | Davos       | 1,5 km Sprint Freistil          |
| 12. | 6. Januar 2019    | Tour de Ski | Gesamtwertung                   |
| 13. | 19. Januar 2019   | Otepää      | 1,6 km Sprint klassisch         |
| 14. | 9. Februar 2019   | Lahti       | 1,6 km Sprint Freistil          |
| 15. | 12. März 2019     | Drammen     | 1,2 km Sprint klassisch         |
| 16. | 16. März 2019     | Falun       | 1,4 km Sprint Freistil          |
| 17. | 24. März 2019     | Québec      | Gesamtwertung Weltcup-Finale    |
| 18. | 1. Dezember 2019  | Ruka        | Gesamtwertung Nordic Opening    |
| 19. | 14. Dezember 2019 | Davos       | 1,5 km Sprint Freistil          |
| 20. | 26. Januar 2020   | Oberstdorf  | 1,6 km Sprint klassisch         |
| 21. | 4. März 2020      | Drammen     | 1,5 km Sprint Freistil          |
| 22. | 29. November 2020 | Ruka        | Gesamtwertung Nordic Opening    |
| 23. | 31. Januar 2021   | Falun       | 1,4 km Sprint klassisch         |
| 24. | 3. Dezember 2021  | Lillehammer | 1,6 km Sprint Freistil          |
| 25. | 11. Dezember 2021 | Davos       | 1,5 km Sprint Freistil          |
| 26. | 4. Januar 2022    | Tour de Ski | Gesamtwertung                   |
| 27. | 26. Februar 2022  | Lahti       | 1,6 km Sprint Freistil          |
| 28. | 25. November 2022 | Ruka        | 1,3 km Sprint klassisch         |
| 29. | 26. November 2022 | Ruka        | 10 km klassisch Individualstart |
| 30. | 27. November 2022 | Ruka        | 20 km Verfolgung Freistil 1     |
| 31. | 3. Dezember 2022  | Lillehammer | 1,6 km Sprint Freistil          |
| 32. | 8. Januar 2023    | Tour de Ski | Gesamtwertung                   |
| 33. | 21. Januar 2023   | Livigno     | 1,2 km Sprint Freistil          |
| 34. | 29. Januar 2023   | Les Rousses | 20 km klassisch Massenstart     |
| 35. | 3. Februar 2023   | Toblach     | 1,4 km Sprint Freistil          |
| 36. | 14. März 2023     | Drammen     | 1,2 km Sprint klassisch         |
| 37. | 17. März 2023     | Falun       | 10 km klassisch Individualstart |
| 38. | 18. März 2023     | Falun       | 1,4 km Sprint Freistil          |
| 39. | 21. März 2023     | Tallinn     | 1,4 km Sprint Freistil          |
| 40. | 25. März 2023     | Lahti       | 1,3 km Sprint klassisch         |
| 41. | 26. März 2023     | Lahti       | 20 km klassisch Massenstart     |
| 42. | 9. Dezember 2023  | Östersund   | 1,4 km Sprint klassisch         |
| 43. | 15. Dezember 2023 | Trondheim   | 1,4 km Sprint Freistil          |
| 44. | 16. Dezember 2023 | Trondheim   | 20 km Skiathlon                 |
| 45. | 17. Dezember 2023 | Trondheim   | 10 km klassisch Individualstart |
| 46. | 27. Januar 2024   | Goms        | 1,5 km Sprint Freistil          |
| 47. | 28. Januar 2024   | Goms        | 20 km Freistil Massenstart      |
| 48. | 10. Februar 2024  | Canmore     | 1,3 km Sprint Freistil          |
| 49. | 13. Februar 2024  | Canmore     | 1,3 km Sprint klassisch         |
| 50. | 17. Februar 2024  | Minneapolis | 1,5 km Sprint Freistil          |
| 51. | 2. März 2024      | Lahti       | 20 km klassisch Individualstart |
| 52. | 3. März 2024      | Lahti       | 1,5 km Sprint Freistil          |
| 53. | 10. März 2024     | Oslo        | 50 km klassisch Massenstart     |
| 54. | 12. März 2024     | Drammen     | 1,2 km Sprint klassisch         |
| 55. | 15. März 2024     | Falun       | 1,4 km Sprint klassisch         |
| 56. | 16. März 2024     | Falun       | 10 km klassisch Individualstart |
| 57. | 17. März 2024     | Falun       | 20 km Freistil Massenstart      |
| 58. | 30. November 2024 | Ruka        | 1,4 km Sprint klassisch         |
| 59. | 7. Dezember 2024  | Lillehammer | 1,4 km Sprint Freistil          |
| 60. | 14. Dezember 2024 | Davos       | 1,2 km Sprint Freistil          |
| 61. | 5. Januar 2025    | Tour de Ski | Gesamtwertung                   |
| 62. | 25. Januar 2025   | Engadin     | 1,3 km Sprint Freistil          |
| 63. | 26. Januar 2025   | Engadin     | 20 km Freistil Massenstart      |
| 64. | 14. Februar 2025  | Falun       | 1,4 km Sprint klassisch         |
| 65. | 19. März 2025     | Tallinn     | 1,4 km Sprint Freistil          |
| 66. | 21. März 2025     | Lahti       | 1,5 km Sprint Freistil          |
| 67. | 23. März 2025     | Lahti       | 50 km klassisch Massenstart     |

#### Etappensiege bei Weltcuprennen
| Nr. | Datum             | Ort           | Disziplin                       | Rennen              |
| --- | ----------------- | ------------- | ------------------------------- | ------------------- |
| 1.  | 18. März 2017     | Québec        | 15 km klassisch Massenstart     | Weltcup-Finale 2017 |
| 2.  | 24. November 2017 | Ruka          | 1,4 km Sprint klassisch         | Nordic Opening 2017 |
| 3.  | 25. November 2017 | Ruka          | 15 km klassisch Individualstart | Nordic Opening 2017 |
| 4.  | 16. März 2018     | Falun         | 1,4 km Sprint Freistil          | Weltcup-Finale 2018 |
| 5.  | 29. Dezember 2018 | Toblach       | 1,3 km Sprint Freistil          | Tour de Ski 2018/19 |
| 6.  | 1. Januar 2019    | Val Müstair   | 1,4 km Sprint Freistil          | Tour de Ski 2018/19 |
| 7.  | 3. Januar 2019    | Oberstdorf    | 15 km Verfolgung Freistil 1     | Tour de Ski 2018/19 |
| 8.  | 5. Januar 2019    | Val di Fiemme | 15 km klassisch Massenstart     | Tour de Ski 2018/19 |
| 9.  | 22. März 2019     | Québec        | 1,6 km Sprint Freistil          | Weltcup-Finale 2019 |
| 10. | 23. März 2019     | Québec        | 15 km klassisch Massenstart     | Weltcup-Finale 2019 |
| 11. | 29. November 2019 | Ruka          | 1,4 km Sprint klassisch         | Nordic Opening 2019 |
| 12. | 29. Dezember 2019 | Lenzerheide   | 1,5 km Sprint Freistil          | Tour de Ski 2019/20 |
| 13. | 3. Januar 2020    | Val di Fiemme | 15 km klassisch Massenstart     | Tour de Ski 2019/20 |
| 14. | 4. Januar 2020    | Val di Fiemme | 1,5 km Sprint klassisch         | Tour de Ski 2019/20 |
| 15. | 18. Februar 2020  | Åre           | 0,6 km Sprint Freistil          | Ski Tour 2020       |
| 16. | 22. Februar 2020  | Trondheim     | 1,5 km Sprint klassisch         | Ski Tour 2020       |
| 17. | 28. November 2020 | Ruka          | 15 km klassisch Individualstart | Nordic Opening 2020 |
| 18. | 28. Dezember 2021 | Lenzerheide   | 1,2 km Sprint Freistil          | Tour de Ski 2021/22 |
| 19. | 31. Dezember 2021 | Oberstdorf    | 15 km Freistil Massenstart      | Tour de Ski 2021/22 |
| 20. | 1. Januar 2022    | Oberstdorf    | 1,5 km Sprint klassisch         | Tour de Ski 2021/22 |
| 21. | 3. Januar 2022    | Val di Fiemme | 15 km klassisch Massenstart     | Tour de Ski 2021/22 |
| 22. | 31. Dezember 2022 | Val Müstair   | 1,5 km Sprint Freistil          | Tour de Ski 2022/23 |
| 23. | 1. Januar 2023    | Val Müstair   | 10 km Verfolgung klassisch 1    | Tour de Ski 2022/23 |
| 24. | 3. Januar 2023    | Oberstdorf    | 10 km klassisch Individualstart | Tour de Ski 2022/23 |
| 25. | 4. Januar 2023    | Oberstdorf    | 20 km Verfolgung Freistil 1     | Tour de Ski 2022/23 |
| 26. | 6. Januar 2023    | Val di Fiemme | 1,3 km Sprint klassisch         | Tour de Ski 2022/23 |
| 27. | 7. Januar 2023    | Val di Fiemme | 15 km klassisch Massenstart     | Tour de Ski 2022/23 |
| 28. | 28. Dezember 2024 | Toblach       | 1,4 km Sprint Freistil          | Tour de Ski 2024/25 |
| 29. | 29. Dezember 2024 | Toblach       | 15 km klassisch Massenstart     | Tour de Ski 2024/25 |
| 30. | 3. Januar 2025    | Val di Fiemme | 1,2 km Sprint klassisch         | Tour de Ski 2024/25 |
| 31. | 4. Januar 2025    | Val di Fiemme | 20 km Skiathlon                 | Tour de Ski 2024/25 |

#### Weltcupsiege im Team
| Nr. | Datum             | Ort         | Disziplin                         |
| --- | ----------------- | ----------- | --------------------------------- |
| 1.  | 10. Februar 2019  | Lahti       | 6 × 1,6 km Teamsprint klassisch 2 |
| 2.  | 1. März 2020      | Lahti       | 4 × 7,5 km Staffel 3              |
| 3.  | 5. Dezember 2021  | Lillehammer | 4 × 7,5 km Staffel 4              |
| 4.  | 24. März 2023     | Lahti       | 6 × 1,5 km Teamsprint Freistil 5  |
| 5.  | 21. Januar 2024   | Oberhof     | 4 × 7,5 km Staffel 6              |
| 6.  | 1. März 2024      | Lahti       | 6 × 1,3 km Teamsprint klassisch 7 |
| 7.  | 13. Dezember 2024 | Davos       | 6 × 1,2 km Teamsprint Freistil 7  |
| 8.  | 22. März 2025     | Lahti       | 6 × 1,5 km Teamsprint Freistil 8  |

### Siege bei Rollerski-Weltcuprennen
| Nr. | Datum         | Ort      | Disziplin                   |
| --- | ------------- | -------- | --------------------------- |
| 1.  | 4. Juli 2019  | Peking   | Sprint Freistil             |
| 2.  | 5. Juli 2019  | Peking   | Sprint Freistil             |
| 3.  | 25. Juni 2022 | Telemark | Sprint Freistil             |
| 4.  | 26. Juni 2022 | Telemark | 48 km klassisch Massenstart |

### Medaillen bei nationalen Meisterschaften
- 2017: Gold im Sprint, Gold im Teamsprint, Silber über 15 km
- 2018: Gold im Sprint
- 2021: Gold im Sprint
- 2022: Silber im Teamsprint, Bronze über 10 km
- 2023: Gold im Teamsprint, Gold über 10 km
- 2024: Gold im Teamsprint, Gold über 10 km, Gold im Skiathlon, Silber mit der Staffel, Silber über 50 km

### Teilnahmen an Weltmeisterschaften und Olympischen Winterspielen

#### Olympische Spiele
| Jahr und Ort     | Wettbewerb | Wettbewerb | Wettbewerb | Wettbewerb | Wettbewerb | Wettbewerb |
| Jahr und Ort     | 15 km      | Skiathlon  | 50 km      | Sprint     | Staffel    | Teamsprint |
| ---------------- | ---------- | ---------- | ---------- | ---------- | ---------- | ---------- |
| Pyeongchang 2018 | –          | 10.        | –          | 1.         | 1.         | 1.         |
| Peking 2022      | 3.         | 40.        | DNF        | 1.         | 2.         | 1.         |

#### Nordische Skiweltmeisterschaften
| Jahr und Ort    | Wettbewerb   | Wettbewerb | Wettbewerb | Wettbewerb | Wettbewerb | Wettbewerb |
| Jahr und Ort    | 10 / 15 km 9 | Skiathlon  | 50 km      | Sprint     | Staffel    | Teamsprint |
| --------------- | ------------ | ---------- | ---------- | ---------- | ---------- | ---------- |
| Lahti 2017      | 15.          | –          | –          | 3.         | –          | 4.         |
| Seefeld 2019    | –            | 28.        | –          | 1.         | 1.         | 1.         |
| Oberstdorf 2021 | –            | 4.         | DSQ        | 1.         | 1.         | 1.         |
| Planica 2023    | 4.           | 2.         | 2.         | 1.         | 1.         | 1.         |
| Trondheim 2025  | 1.           | 1.         | 1.         | 1.         | 1.         | 1.         |

## Statistik

### Weltcup-Platzierungen
Die Tabelle zeigt die erreichten Platzierungen im Einzelnen.
- 1.–3. Platz: Anzahl der Podiumsplatzierungen
- Top 10: Anzahl der Platzierungen unter den ersten zehn
- Punkteränge: Anzahl der Platzierungen innerhalb der Punkteränge
- Starts: Anzahl gelaufener Rennen in der jeweiligen Disziplin
- Hinweis: Bei den Distanzrennen erfolgt die Einordnung gemäß FIS.

| Platzierung               | Distanzrennen a | Distanzrennen a | Distanzrennen a | Distanzrennen a | Distanzrennen a | Skiathlon Verfolgung | Sprint | Etappen- rennen b | Gesamt | Team   | Team    |
| Platzierung               | ≤ 5 km          | ≤ 10 km         | ≤ 15 km         | ≤ 30 km         | > 30 km         | Skiathlon Verfolgung | Sprint | Etappen- rennen b | Gesamt | Sprint | Staffel |
| ------------------------- | --------------- | --------------- | --------------- | --------------- | --------------- | -------------------- | ------ | ----------------- | ------ | ------ | ------- |
| 1. Platz                  |                 | 5               | 10              | 6               | 2               | 8                    | 58     | 9                 | 98     | 5      | 3       |
| 2. Platz                  |                 | 1               | 7               | 1               | 1               | 1                    | 7      | 1                 | 19     |        |         |
| 3. Platz                  |                 | 2               |                 |                 |                 | 1                    | 4      | 1                 | 8      |        |         |
| Top 10                    |                 | 14              | 26              | 10              | 3               | 17                   | 72     | 12                | 154    | 7      | 3       |
| Punkteränge               |                 | 18              | 33              | 13              | 5               | 22                   | 75     | 14                | 180    | 7      | 3       |
| Starts                    |                 | 18              | 34              | 13              | 7               | 26                   | 75     | 14                | 187    | 7      | 3       |
| Stand: Saisonende 2024/25 |                 |                 |                 |                 |                 |                      |        |                   |        |        |         |

### Weltcupwertungen
| Saison  | Gesamt | Gesamt | Distanz | Distanz | Sprint | Sprint |
| Saison  | Punkte | Platz  | Punkte  | Platz   | Punkte | Platz  |
| ------- | ------ | ------ | ------- | ------- | ------ | ------ |
| 2015/16 | 16     | 110.   | -       | -       | 16     | 68.    |
| 2016/17 | 884    | 4.     | 125     | 29.     | 399    | 1.     |
| 2017/18 | 1409   | 1.     | 457     | 7.      | 740    | 1.     |
| 2018/19 | 1715   | 1.     | 325     | 9.      | 754    | 1.     |
| 2019/20 | 1726   | 2.     | 616     | 6.      | 550    | 1.     |
| 2020/21 | 663    | 3.     | 317     | 8.      | 146    | 8.     |
| 2021/22 | 1375   | 1.     | 413     | 3.      | 562    | 2.     |
| 2022/23 | 2715   | 1.     | 1154    | 2.      | 1261   | 1.     |
| 2023/24 | 2600   | 2.     | 1389    | 2.      | 1211   | 1.     |
| 2024/25 | 2200   | 1.     | 973     | 6.      | 927    | 1.     |